# Nebulus
Nebulus è un videogioco a piattaforme nel quale si impersona un buffo alieno verde chiamato Pogo che scala torri cilindriche. Venne pubblicato inizialmente dalla Hewson nel 1987 per Commodore 64 e fu un successo, grazie anche all'effetto di rotazione della visuale attorno alla torre, innovativo per l'epoca.
Fu convertito per molti computer e alcune console disponibili all'epoca. La Hewson lo pubblicò anche per gli home computer Amiga, Amstrad CPC, Atari ST e ZX Spectrum, e altri editori per MS-DOS e Acorn Archimedes. Le versioni per console Gameboy e NES vennero chiamate Castelian in Occidente, mentre in Giappone vennero chiamate Kyoro Chan Land e lo sprite principale di Pogo fu sostituito dal personaggio principale della serie anime Kyoro Chan, una specie di Tucano.
Negli Stati Uniti la versione di Nebulus fu distribuita da U.S. Gold e venne chiamata Tower Toppler. La versione Atari 7800 venne pubblicata dalla Atari statunitense e usò il titolo Tower Toppler anche nell'edizione europea.
Una conversione per Atari 8-bit rimase in versione beta.

## Trama
L'umanità ha colonizzato il pianeta Nebulus, erigendo delle torri come avamposto. Queste torri però minacciano l'ecosistema locale quindi viene affidato il compito della demolizione alla Destructo spa, la quale invia l'operaio Pogo a risolvere il problema.

## Modalità di gioco
Il personaggio dovrà risalire otto torri cilindriche camminando a destra e sinistra, saltando, sparando ai nemici, attivando piattaforme semoventi o spostandosi attraverso le torri stesse fino ad arrivare alla sommità, prima che finisca il tempo limite. Le piattaforme si trovano all'esterno della torre e la visuale ruota assieme a Pogo attorno alla torre, che viene inquadrata di lato ma con l'effetto della prospettiva ai bordi. Durante la risalita lo scorrimento è verticale.
La torre è attraversata da diversi cunicoli, di cui si vedono soltanto le porte, che Pogo può imboccare per arrivare direttamente sul lato opposto della torre.
Lungo il percorso si incontrano diverse creature aliene volanti o saltellanti che si muovono secondo schemi fissi e fanno cadere Pogo se lo urtano. La caduta su una piattaforma sottostante non è di per sé letale, ma si perde una vita se si cade fino all'acqua alla base della torre.
Il gioco comprende 8 torri in totale e completandone una ci si sposta alla prossima tramite un sommergibile in un livello bonus a scorrimento orizzontale. Colpendo dei pesci si ottiene tempo bonus per la torre successiva.
Le versioni Amiga e Atari ST comprendono anche la missione 2, molto più difficile della prima e con 8 nuove torri.

## Serie
Fu sviluppato un seguito chiamato Nebulus 2: Pogo a gogo per Atari ST e Amiga.
Nebulus fu inserito anche nella retroconsole Commodore 64 DTV.
Nel 2011 è uscito un rifacimento del videogioco per iPhone/iPad chiamato Power Toppler, con grafica ridisegnata come lo sprite principale e mantenendo invariato lo schema delle torri. La versione per Symbian OS invece mantiene il nome originale Nebulus e il videogioco ricalca quasi totalmente la versione Amiga.
La versione per dispositivi Android ha un nome diverso da tutte le altre conversioni ovvero Funny Towers. La versione per iOS fu semplificata notevolmente.

## Accoglienza
Le testate del settore diedero nel complesso ottimi voti al videogioco, perlomeno nelle sue versioni per computer.
- Nebulus prese la medaglia d'oro sul numero 18 di Zzap! con un voto di 97/100, versione Commodore 64.
- Anche per la rivista K fu un ottimo gioco, con un punteggio di 952 su 1000. Versioni Amiga e Atari ST.
- La rivista inglese Your Sinclair valutò la versione ZX Spectrum con un 9/10.

Anche Castelian per Game Boy fu generalmente molto apprezzato, mentre la versione per NES ricevette giudizi più contrastanti, da molto buoni a molto negativi.